# Саид
Саид (араб. سعيد‎) — мужское имя арабского происхождения. Имеются три разных значения имени в зависимости от написания: 1) Sa`īd «счастливый, успешный»; 2) Sā`id «растущий, идущий вверх»; 3) Sā`id «охотник». От первого написания имени существует женский аналог Саида. Также возможно значение как «предводитель».
Имя является довольно распространённым среди мусульман. Сейидами в мусульманском мире называют потомков одной из дочерей пророка Мухаммеда — Фатимы.

## Носители
- Саид Абдулло Нури (1947—2006) — таджикский политический деятель, лидер Партии исламского возрождения Таджикистана (1993—2006).
- Барака-хан ас-Саид (1260—1280) — мамлюкский султан Египта (1277—1279), первый сын султана аз-Захира Бейбарса.
- Саид Мухаммад-хан (1823—1864) — десятый правитель из узбекской династии кунгратов в Хивинском ханстве.
- Саид Назрул Ислам (1925—1975) — бангладешский политик, исполнял обязанности президента Бангладеш в годы войны за независимость в отсутствие Муджибура Рахмана.
- Саид Бурятский (1982—2010) — участник террористических групп, исламский проповедник и один из идеологов северокавказского вооружённого подполья.
- Саид афанди Чиркейский (1937—2012) — суфийский шейх Накшбандийского и Шазалийского тарикатов, с начала 1980-х годов один из духовных лидеров мусульман Дагестана.
- Саид ибн Зейд (593—673) — один из наиболее известных сподвижников пророка Мухаммеда.
- Саид Нурси (1878—1960) — турецкий и исламский богослов и учёный курдского происхождения, толкователь (муфассир) Корана.

## В культуре
- Саид — персонаж фильма «Белое солнце пустыни», одноимённой компьютерной игры, а также ряда книг, телевизионных программ и устного народного творчества.
- Саид Джарра — персонаж и один из главных героев телесериала «Остаться в живых».

## Однокоренные имена
- Сауд (араб. سعود‎ — «Счастливый»)
- Саад (араб. سعد‎ — «Быть счастливым»).
- Саадат (араб. سعادت‎ — «Счастье»).
- Асаад (Счастливейший).
- Саади. Садуддин. Садулла. Масуд